# 동산고등학교
동산고등학교(東山高等學校)는 대한민국 인천광역시 동구 송림동에 있는 사립 고등학교이다. 

## 학교 연혁
- 1938년 7월 14일 : 인천 상업 강습회 인가(인천시 중구 율목동 239번지)
- 1939년 2월 24일 : 인천 상업 전수학교로 개편(3년제 6학급), 초대 김영배 교장 취임
- 1941년 4월 1일 :  재단법인 인천 실업학원 설립, 설립자 최승우 초대 이사장 취임
- 1941년 11월 21일 : 신교사 낙성 현교사 부지로 이전(동구 송림동 47번지)
- 1942년 3월 7일 : 제1회 졸업식 거행(105명 졸업)
- 1945년 8월 15일 : 해방과 동시 인문중학 과정으로 개편
- 1946년 6월 11일 : 동산중학교로 교명 변경 인가(6년제 12학급)
- 1949년 9월 9일 : 학칙 변경 제1부 6년 12학급(600명), 제2부 3년 3학급 (150명)
- 1951년 8월 31일 : 동산중, 고등학교로 개편
- 1951년 11월 1일 : 동산고등학교 개교, 초대 전진성 교장 취임
- 1964년 1월 24일 : 법인 명칭 학교법인 동산육영회로 변경 인가
- 2012년 4월 12일 : 제13대 최명수 이사장 취임
- 2013년 11월 13일 : 동산중고 최승우 기념관 준공
- 2020년 2월 13일 : 제69회 졸업식 거행(졸업누계인원 21,131명)
- 2020년 3월 1일 : 제10대 이철형 교장 취임

## 참고 자료
- 동산고등학교 - 한국교육학술정보원 학교알리미